# Curry rojo

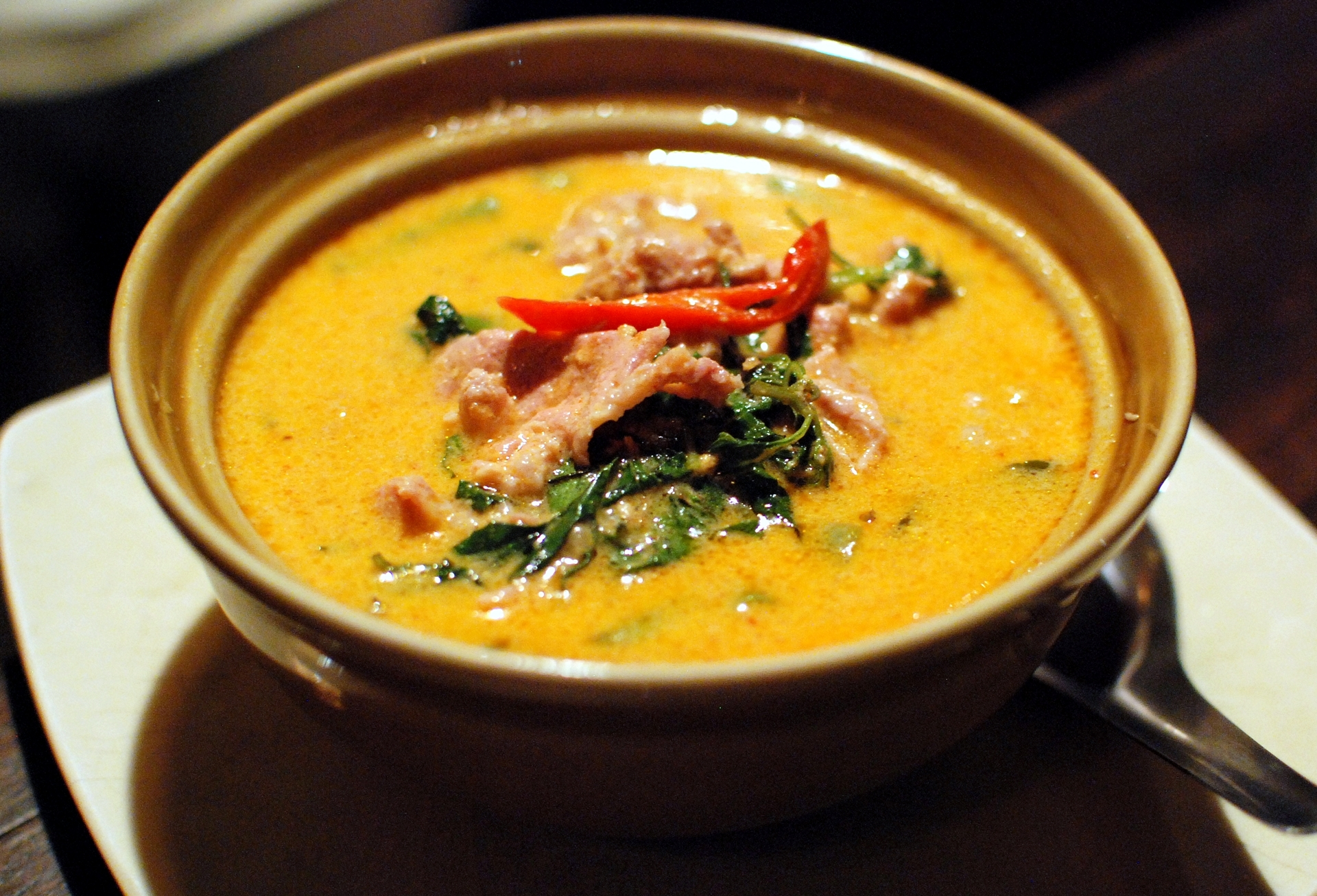
Curry rojo Tailandés.

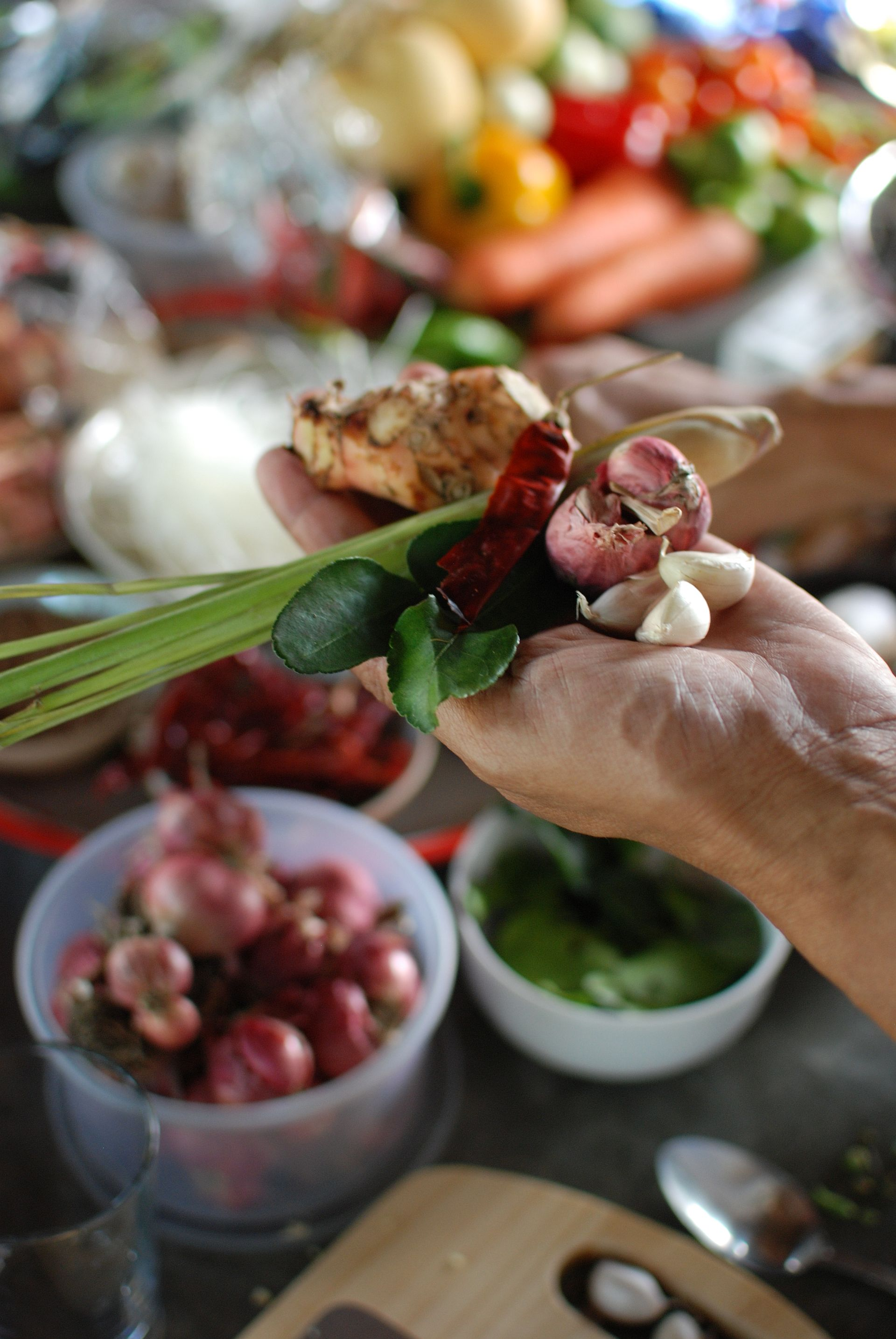
Ingredientes curry rojo

El Curry rojo (Tai. แกงเผ็ด; kɛːŋ pʰet) (lit: curry especiado) es un curry muy popular en la cocina tailandesa fundamentado en el uso de la leche de coco calentada con pasta de curry de color rojo (que le proporciona el nombre) y salsa de pescado. A la mezcla se le suele verter diferentes contenidos cárnicos así como albahaca tailandesa (especie de albahaca), existen versiones de esta salsa para pescetarianos.

## Ingredientes principales
- pollo, vaca, cerdo, gambas o tofu (picado)
- leche de coco
- kaffir lime hojas
- curry en pasta
- Azúcar
- Salsa de pescado